# Beverly Hills (Michigan)
Beverly Hills é uma aldeia localizada no estado americano de Michigan, no Condado de Oakland.

## Demografia
Segundo o censo americano de 2000, a sua população era de 10.437 habitantes. 
Em 2006, foi estimada uma população de 10.012, um decréscimo de 425 (-4.1%).

## Geografia
De acordo com o United States Census Bureau tem uma área de 10,5 km², dos quais 10,4 km² cobertos por terra e 0,1 km² cobertos por água.

## Localidades na vizinhança
O diagrama seguinte representa as localidades num raio de 8 km ao redor de Beverly Hills. 